# Aleksej Gurysjev
Aleksej Michajlovitj Gurysjev (ryska: Алексей Михайлович Гурышев), född 14 mars 1925 i Moskva, död 16 november 1983 i Moskva, var en sovjetisk ishockeyspelare och tränare.
Han blev olympisk guldmedaljör i ishockey vid vinterspelen 1956 i Cortina d'Ampezzo.